# Như Lai

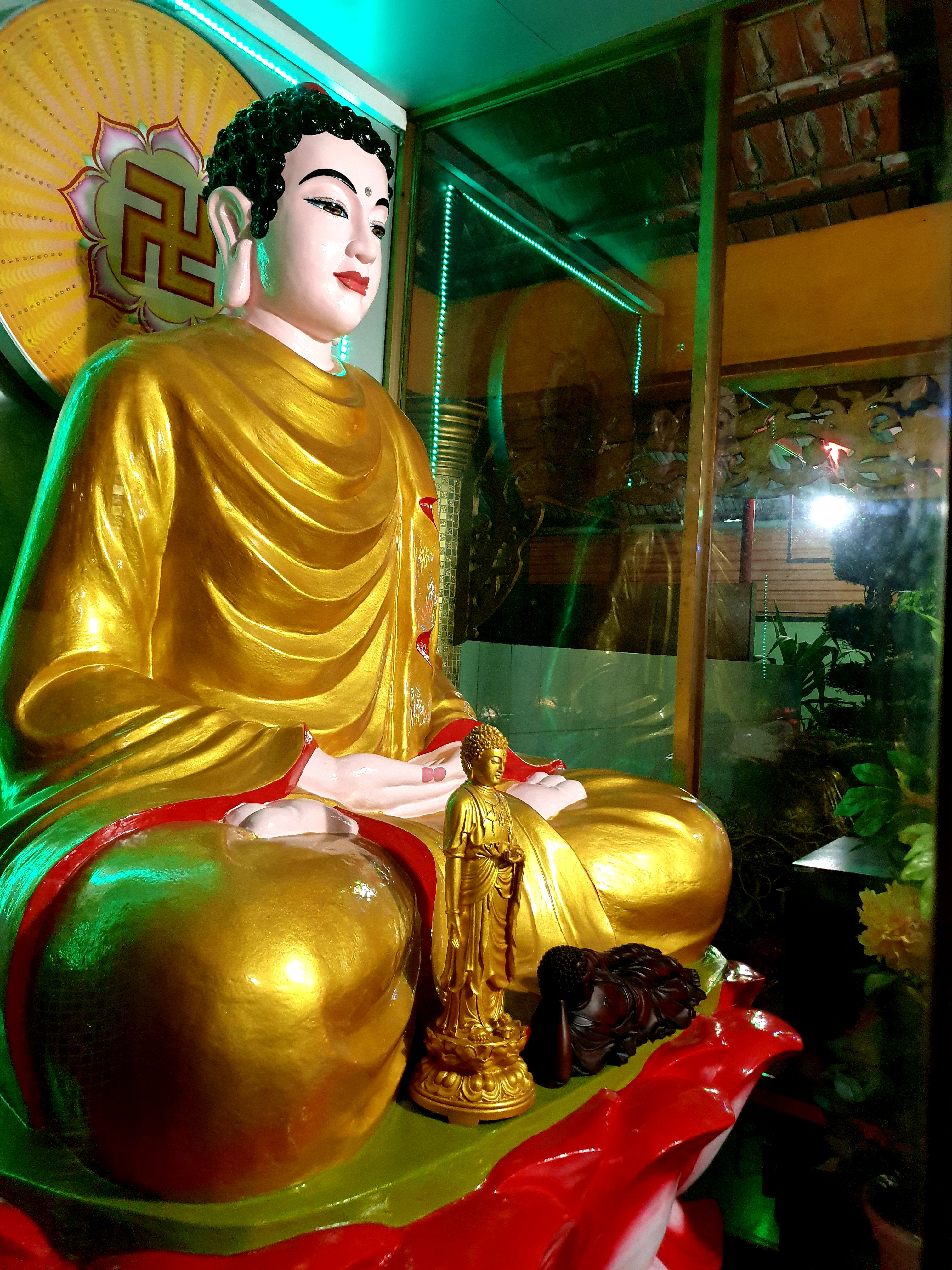
Tượng Phật Như Lai ở Miếu bà Bình Long

Như Lai (zh. 如來, sa., pi. तथागत tathāgata) là một danh hiệu của Phật được dịch từ tathāgata của tiếng Phạn. Chiết tự của tathāgata là tathā + āgata, và có thể được hiểu là "Người đã đến như thế" hoặc "Người đã đến từ cõi chân như". Sinh thời, Thích-ca-mâu-ni sử dụng danh từ này để tránh sử dụng ngôi thứ nhất "ta", "tôi" trong lúc giảng dạy, thuyết Pháp, để thể hiện sự khiêm tốn. Về sau, Như Lai được biến đổi thành một danh hiệu chỉ một vị Đại Bồ Tát đã đến bậc giác ngộ cao nhất, bậc Chính đẳng chính giác (sa. samyaksambuddha). Như Lai là một trong mười danh hiệu của một vị Phật.
Với sự phát triển của Phật giáo theo thời gian, ý nghĩa của danh từ Như Lai đã biến đổi. Trong Đại thừa, Như Lai chỉ Ứng thân (sa. nirmāṇakāya, Tam thân) của Phật. Đó là con người toàn hảo, có thể xuất hiện dưới mọi dạng khác nhau, có Thập lực (sa. daśabala) của một vị Phật. Như Lai cũng là sự biểu hiện cụ thể của Chân như (sa. tathatā), thể tính của vũ trụ, được xem là sứ giả trực tiếp của Chân như, là gạch nối giữa hiện tượng và bản thể. Trong nhiều trường hợp, Như Lai được xem là đồng nghĩa với Trí huệ (sa. prajñā) và tính Không (sa. śūnyatā). Trong kinh Kim Cương, đức Phật giảng: Như Lai là một thực tại như thế, không từ đâu đến cũng chẳng đi về đâu. Ngũ trí Như Lai là 5 vị Phật tối cao của Phật giáo Tây Tạng và Mật tông.

## Sách tham khảo
- Fo Guang Ta-tz'u-tien 佛光大辭典. Fo Guang Ta-tz'u-tien pien-hsiu wei-yuan-hui 佛光大辭典編修委員會. Taipei: Fo-guang ch'u-pan-she, 1988. (Phật Quang Đại Từ điển. Phật Quang Đại Từ điển biên tu uỷ viên hội. Đài Bắc: Phật Quang xuất bản xã, 1988.)
- Das Lexikon der Östlichen Weisheitslehren, Bern 1986.